# Universidade de Bonn

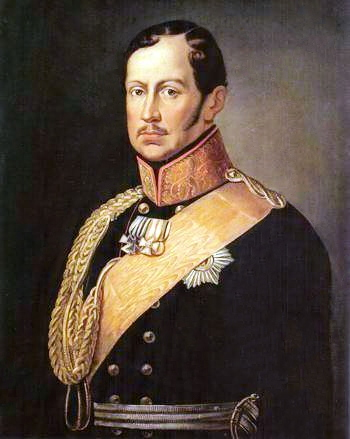
Frederico Guilherme III.

A Universidade de Bonn (português brasileiro) ou Bona (português europeu) (em alemão:  Rheinische Friedrich-Wilhelms-Universität Bonn) foi fundada em 18 de Outubro de 1818, pelo então rei da Prússia Frederico Guilherme III, que governou a Renânia, que fazia parte da Prússia desde 1815.

## História
A instituição precursora da universidade foi a Kurkölnische Akademie Bonn (Academia do Príncipe-eleitor de Bonn), fundada em 1777 por Maximilian Friedrich de Königsegg-Rothenfels, o príncipe-eleitor de Colônia. Influenciada pelo Iluminismo, a nova academia era não-sectária e laica e possuía inicialmente as faculdades de Teologia, Direito, Farmácia e Estudos Gerais. Em 1784 o imperador José II outorga à academia o direito de conferir graus acadêmicos (licentia doctorandi e philosophiae doctor), transformando a academia em universidade. A academia foi fechada em 1798, após a margem esquerda do rio Reno ter sido ocupada pela França durante a Revolução Francesa.
A região do Reno tornou-se parte da Prússia em 1815, como resultado do Congresso de Viena. Após a divisão da região do Reno, em 5 de Abril de 1815, o rei da Prússia Frederico Guilherme III prometeu estabelecer uma nova universidade na província Renânia, pois devido à ocupação francesa as três universidades até então existentes, foram fechadas até o fim do século XVIII. Trata-se da Kurkölnische Akademie Bonn, da Universidade romano-católica de Colônia (atualmente a Universidade de Colônia) e da Universidade Protestante de Duisburg (atualmente a Universidade Duisburg-Essen).
A nova Rhein-Universität (Universidade do Reno) foi então fundada em 18 de Outubro de 1818, pelo rei da Prússia Frederico Guilherme III. Ela foi a sexta universidade da Prússia a ser fundada, estabelecida após as universidades de Greifswald, Berlin, Königsberg, Halle e Breslau. A Universidade do Reno foi igualmente partilhada entre as denominações cristãs, criando-se as faculdades de Teologia Católica e Protestante. Essa foi uma das razões de Bonn, com sua tradição não-sectária e laica, ser escolhida em detrimento de Colônia e Duisburg. Além das faculdades de Teologia Romano-Católica e Protestante, a universidade restabeleceu as faculdades de Medicina, Direito e Filosofia. Inicialmente 35 professores titulares e 8 professores adjuntos ensinaram em Bonn.

## Faculdades
A universidade tem as seguintes faculdades:
- Faculdade de Teologia Católica
- Faculdade de Teologia Protestante (Teologia Evangélica)
- Faculdade de Direito e Economia
- Faculdade de Medicina
- Faculdade de Filosofia
- Faculdade de Matemática e Ciências Exatas (ou Naturais)
- Faculdade de Agricultura

Ademais, há determinados institutos e seminários que são agregados às Faculdades acima apontadas:
- Instituto de Geologia (Institut für Geologie)
- Instituto de Paleontologia (Institut für Paläontologie)
- Instituto de Química (Chemisches Institut)
- Instituto de Física (Physikalisches Institut)
- Instituto de Direito Privado Internacional (Institut für Internationales Privatrecht)
- Instituto de Engenharia Agrícola (Institut für Landtechnik)
- Seminário de Filosofia (Philosophisches Seminar)
- Seminário de Língua e Literatura Alemã (Germanistisches Seminar)
- Seminário de História Antiga (Seminar für Alte Geschichte)
- Seminário de Egiptologia (Ägyptologisches Seminar)

A universidade não possui um campus universitário central, suas várias faculdades e institutos estão espalhados pela cidade. No prédio principal no centro localizam-se a Faculdade de Direito e Economia, de Teologia e de Filosofia. A maioria das Ciências Exatas encontram-se em Poppelsdorf, bem como o Jardim Botânico da universidade. Em Bonn-Castell encontram-se o instituto de Psicologia e o de Informática.
A maior faculdade da universidade é a de Filosofia com 9.512 estudantes, a qual possui onze institutos, 3 museus e os seguintes Centros de Pesquisa Interdisciplinar:
- Centro para Avaliação e Métodos (ZEM)
- Centro Asiático Bonnense (BAZ)
- Centro para Culturas Antigas (ZAK)
- Centro Internacional para Filosofia da Renânia do Norte-Westfália (IZPH)
- Centro para os Fundamentos e Atualidade Histórica (ZHGG)
- Centro para Tradição Clássica (CCT)
- Centro de Idade Média de Bonn (BMZ)
- Centro para Ciência da Cultura/ Estudos Culturais (ZfKW)
- Centro de Narratologia Transcultural (BZTN)

## Ranking
A Universidade de Bonn está classificada na 3ª posição entre as universidades alemãs, segundo o CSIC-Consejo Superior de Investigaciones Científicas da Espanha. No Ranking Mundial, organizado pela Universidade Shanghai Jiaotong na China, atinge o 6º lugar.
Em âmbito nacional é considerada uma das melhores universidades alemãs, segundo a revista Focus Magazin. A Fundação Alexander von Humboldt coloca a Universidade de Bonn em 5º lugar em ciências humanas e sociais, em 6º lugar em biomédicas e em 7º lugar em ciências exatas.

## Personalidades
Muitos cientistas, professores e estudantes famosos pesquisaram, lecionaram ou estudaram na Universidade de Bonn. Os mais notórios cientistas e professores, entre eles sete receberam o Prêmio Nobel e dois a Medalha Fields, foram:
Ganhadores do Prêmio Nobel
- Philipp Lenard, Nobel de Física em 1905
- Paul Johann Ludwig von Heyse, Nobel de Literatura em 1910
- Otto Wallach, Nobel de Química em 1910
- Luigi Pirandello, Nobel de Literatura em 1934
- Max Delbrück, estudante de astronomia, Nobel de Medicina em 1969
- Wolfgang Paul, Nobel de Física em 1989
- Reinhard Selten, Nobel de Ciências Económicas em 1994
- Harald zur Hausen, Nobel de Medicina em 2008

Cientistas, professores e alunos famosos
- August Wilhelm von Schlegel (1767–1845), humanista e literato
- Ernst Moritz Arndt (1769–1860), poeta e historiador
- Friedrich Wilhelm Argelander (1799 - 1875), astrônomo
- Konrad Adenauer (1876–1967), jurista e chanceler alemão
- Joseph Ratzinger, Papa Bento XVI
- Abraham Geiger (1810–1874), teólogo judeo
- Hermann Usener (1834–1905), filólogo clássico
- Bruno Bauer (1809–1882), filósofo e teólogo
- Alberto de Saxe-Coburgo-Gota (1819–1861), príncipe consorte do Reino Unido da Grã-Bretanha e Irlanda
- Joseph Goebbels, político alemão
- Jürgen Habermas, (1929 - ) filósofo
- Felix Hausdorff (1868–1942), matemático
- Heinrich Heine (1797–1856), poeta e escritor
- Hermann Alexander Diels (1848–1922), filólogo clássico e historiador da filosofia
- Ernst Curtius (1814–1896), arqueólogo
- Ernst Robert Curtius, filólogo clássico
- Hermann von Helmholtz (1821–1894), físico e fisiólogo
- Karl Barth (1886–1968), teólogo
- Heinrich Hertz (1857–1894), físico
- Max Ernst (1891–1976), pintor e escultor
- Carl Schmitt (1888–1985), jurista e professor de teoria do estado
- Adolph Kolping (1813–1865), teólogo, sacerdote católico e criador da obra Kolping
- Arnold Thomas Gottfried Passow (1829–1870), filólogo
- Wolfgang Paul (1913–1993), físico
- Karl Kerényi (1897–1973), filólogo clássico e cientista da religião
- Karl Marx (1818–1883), economista, filósofo, historiador
- Otto Jahn (1813–1869), filólogo clássico
- Hans Welzel (1904–1977), jurista, professor de direito penal e reitor
- Barthold Georg Niebuhr (1776–1831), historiador
- Friedrich Nietzsche (1844–1900), filólogo clássico e filósofo
- Friedrich Wilhelm Ritschl (1806–1876), filólogo
- Hermann Fränkel (1888–1977), filólogo clássico
- Joseph Schumpeter (1863–1950), economista
- Robert Schuman (1886–1963), jurista, político francês e presidente do parlamento europeu
- Friedrich August Kekulé von Stradonitz (1829–1896), químico
- Ulrich von Wilamowitz-Moellendorff (1848–1931), filólogo clássico
- Walter Friedrich Gustav Hermann Otto (1874–1958), filólogo clássico
- Walther Kranz (1884–1960), filólogo clássico
- Otto Wallach (1847–1931), químico
- Friedrich Gottlieb Welcker (1784–1868), filólogo clássico e arqueólogo
- Günther Jakobs, (1937–), jurista e professor de direito penal
- Hans-Joachim Preuss, (1955–), economista agrícola